# Raquel Camarinha
Raquel Camarinha est une chanteuse soprano née à Braga, au Portugal en 1986. En 2011, elle reçoit le premier prix au Concours national de chant Luísa Todi.

## Biographie

### Enfance et formation
En 2009, elle obtient une licence à l'université d'Aveiro au Portugal. En 2011, elle est diplômée grade Master en chant au Conservatoire national supérieur de musique et de danse de Paris avec mention très bien. En 2013, elle obtient les diplômes d'artiste interprète chant et répertoire contemporain et création.

### Carrière musicale
Le répertoire de Raquel Camarinha s'étend du baroque au contemporain. Ses débuts dans des rôles types de Mozart sont remarqués avec Pamina dans La Flûte enchantée de Mozart, au théâtre Conservatoire national supérieur de musique de Paris en mars 2010, Zerlina dans Don Giovanni de Mozart au Madère en janvier 2006. Elle se fait notamment connaître en France en interprétant Eurilla dans Orlando Paladino de Haydn au Théâtre du Châtelet en mars 2012. Elle interprète aussi Morgana dans Alcina de Haendel à Brigue en Suisse en août 2013.
Elle incarne le personnage fascinant de Justine-Juliette dans la pièce de théâtre musical La Passion selon Sade du compositeur Sylvano Bussotti (Création au Théâtre de Nîmes en février 2017).
Elle collabore avec des artistes tels que Ophélie Gaillard, Brigitte Fossey, Alain Duault, Xavier Gallais, Jay Gottlieb, Emmanuel Rossfelder.
Elle est également chanteuse de fado.

### Récompenses
En 2011, elle se voit décerner le premier prix au Concours national de chant Luisa Todi au Portugal, le Prix de meilleur interprète féminin à l’Armel Opera Competition en Hongrie. Elle obtient le Prix de duo chant-piano au VIe Concours international de chant-piano Nadia et Lili Boulanger. Elle est accompagnée pendant sa performance par le pianiste Satoshi Kubo.
En 2013, elle reçoit le premier prix et le prix du public du Concours international du chant baroque de Froville. En 2014, elle participe au concert la Génération Jeunes Interprètes sur France Musique.
En janvier 2017, elle est nommée dans la catégorie Révélation artiste lyrique des Victoires de la musique classique.

### Œuvres
En 2008, Raquel Camarinha crée un opéra, Evil Machines et en 2010, un second, intitulé Paint Me. Elle réalise aussi la création de la version de chambre de La Passion de Simone (Simone Weil), de la compositrice finlandaise Kaija Saariaho.